# Scala Adieu – Von Windeln verweht

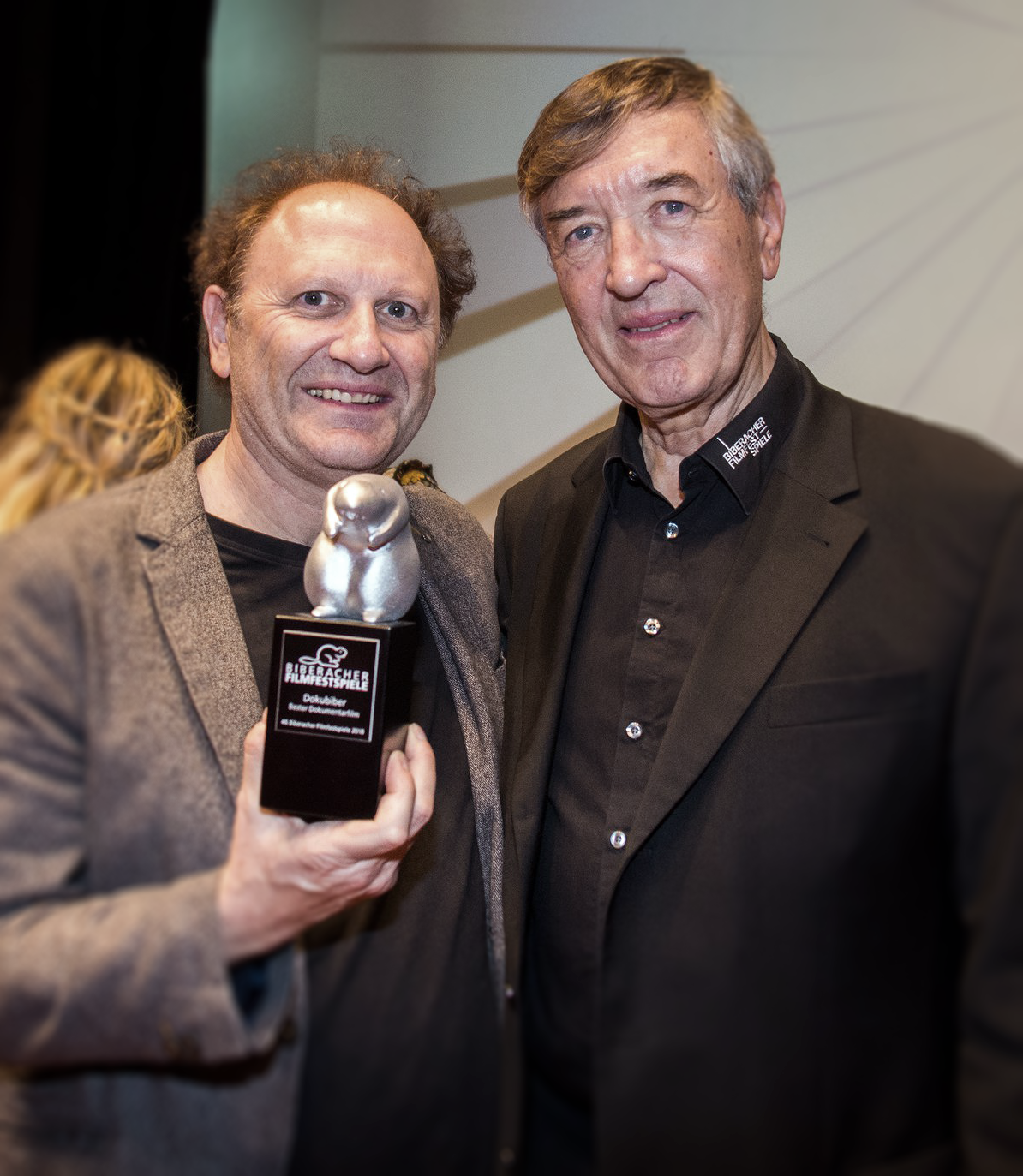
Preisträger Douglas Wolfsperger gewinnt den 3. Doku-Biber für „Scala Adieu – von Windeln verweht“ auf den 40. Biberacher Filmfestspielen 2018 mit Intendant Adrian Kutter.

Scala Adieu – Von Windeln verweht ist ein Dokumentarfilm des deutschen Regisseurs Douglas Wolfsperger. Kinostart war am 21. März 2019.

## Kurzinhalt
Douglas Wolfspergers Kino-Dokumentarfilm erzählt die Geschichte von der Schließung des traditionsreichen Programmkinos „Scala Filmpalast“ in Konstanz vor dem Hintergrund einer kommerziell orientierten Stadtplanung. Der Film stellt die Frage, wie wir in Zukunft leben wollen und was passiert, wenn Orte zum Träumen zu Orten zum Kaufen werden.

## Festivals
Der Film hatte am 25. Oktober 2018 auf den 52. Internationalen Hofer Filmtagen Premiere.

## Auszeichnungen
- 2018: Biberacher Filmfestspiele – Auszeichnung als bester Dokumentarfilm[4]